# 西螺大橋
西螺大橋（せいらおおはし）は、台湾の濁水渓に架かる鉄橋で、雲林県西螺鎮と彰化県渓州郷を結んでいる。

## 歴史

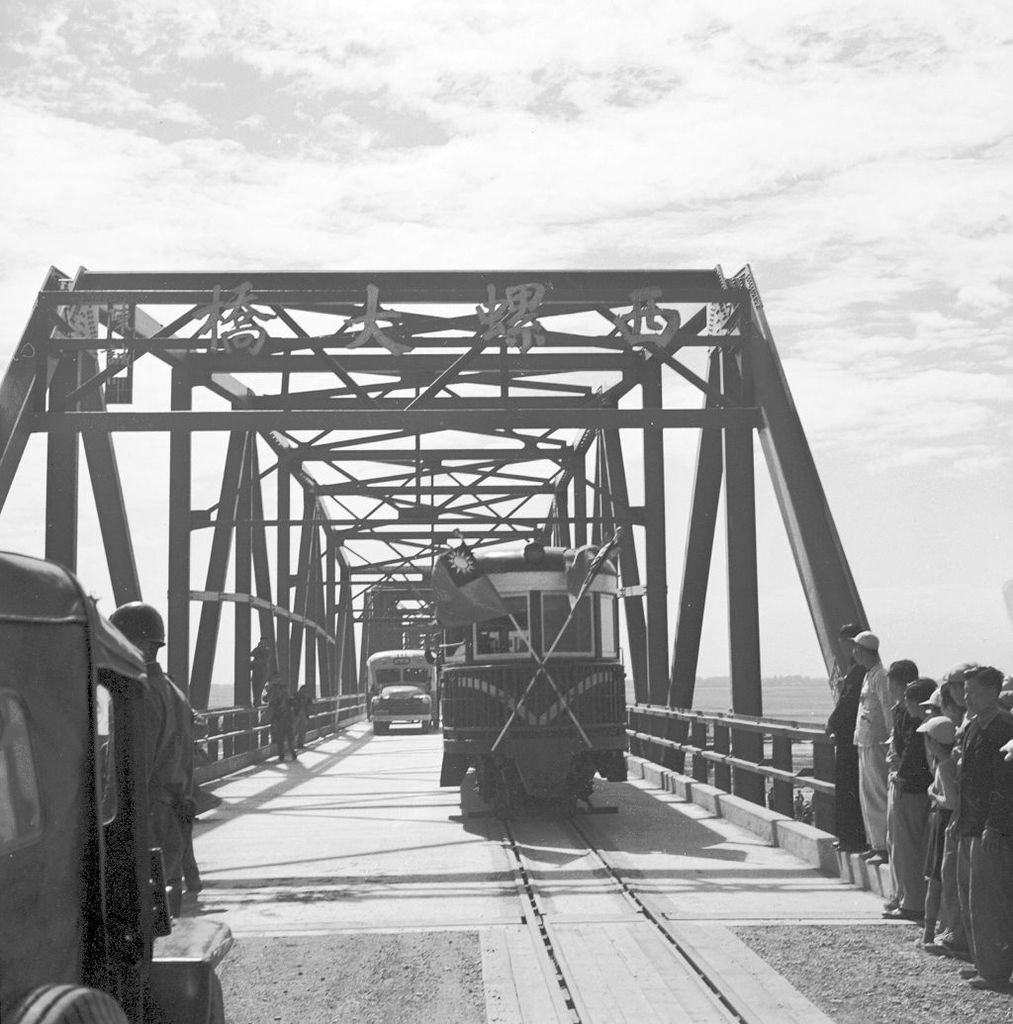
鉄道道路併用時代（1950年代）

西螺大橋の架かる濁水渓は、台湾中部の重要な境界河川となっている。川幅が非常に広いため、16世紀のヨーロッパ人が描いた台湾の地図では、台湾がこの川をもって南北二つの島であると誤解して描かれている。長きに渡って両岸の人々は往来にいかだなどに依存する必要があったが、ひとたび川が増水すれば両岸の交通に深刻な影響を及ぼしていたため、橋を建設するという議論はかねてからあった。
日本統治時代、濁水渓を越える下流の橋はわずかに縦貫線の濁水渓橋があるのみで、道路橋は無かった。このため濁水渓をわたる際には、鉄道かいかだに乗るほかになかった。
1937年（昭和12年）、西螺大橋の建設が始まった。日本統治時代に主に建設されたのは橋脚となる部分で、32本の橋脚が約2年をかけて出来上がった。その後、日中戦争および太平洋戦争により建設はストップされる。戦後になって、アメリカの支援の下1952年5月29日から工事が再開され12月25日に完成、翌1953年1月28日に正式に供用された。全長1939.03m、幅7.3mであった。完成当時、アメリカサンフランシスコのゴールデンゲートブリッジにわずかに劣る世界第2位の長大橋であった。また、橋の上には糖業鉄道の線路もあり、鉄道道路併用橋となっていて、南北平行予備線の最後の開通区間であった。しかし、線路が交通の妨げになるということで1979年に撤去されている。
1997年に中沙大橋と西螺大橋との間に渓州大橋が完成し、西螺大橋は小型車、バイク、自転車用の橋となり、2000年には老朽化を理由に撤去すべきという提案がなされた。しかし、雲林県と彰化県の両県政府は、西螺大橋を観光用の橋に転換しようと努力し、2001年に雲林県政府が文化資産（歴史建築）に指定公告。次いで2004年11月19日に彰化県政府が橋を彰化県歴史建築に指定することを表明し、翌年1月に指定公告がなされた。

## その他
- 建設直後、雲林県西螺鎮と彰化県渓州郷の地元住民の間で西螺か渓州かの命名に関する争いがあった。
- 1963年から1968年にかけて発行された10元札の表側に描かれている。
- 開通60周年となる2013年には中華郵政によるチャリティー用の記念切手が発行された[1]。

## ギャラリー

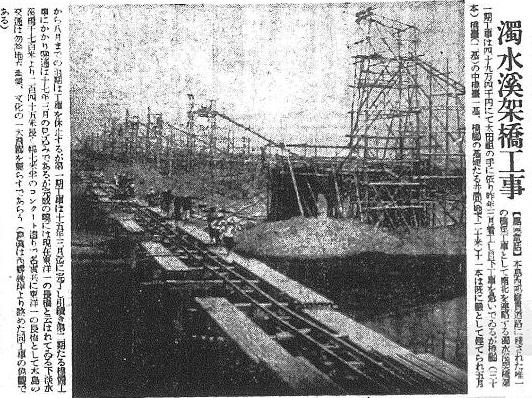
戦前の工事風景（1939年の台湾日日新報）
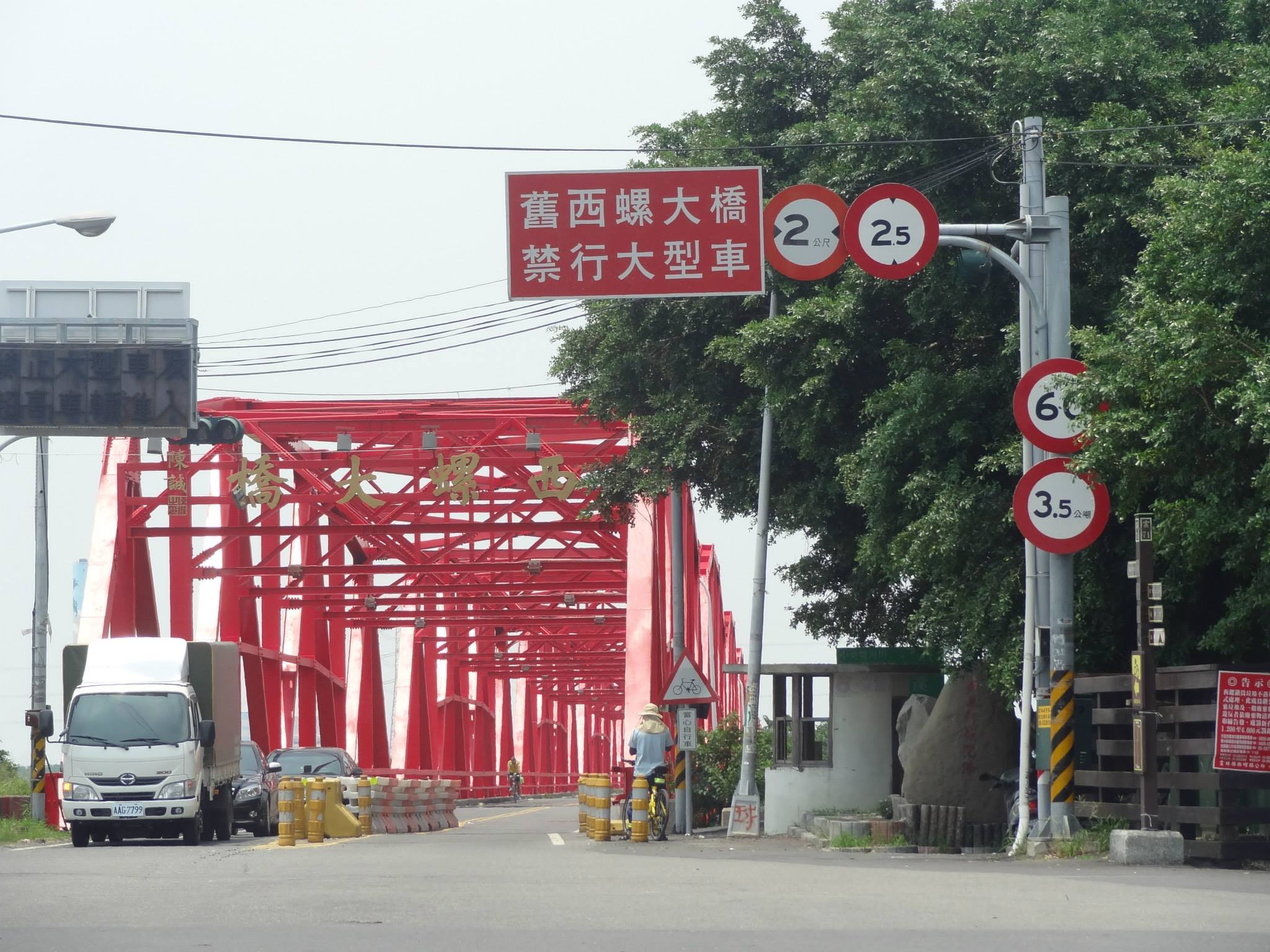
雲林県側。大型車通行禁止の標識がある。
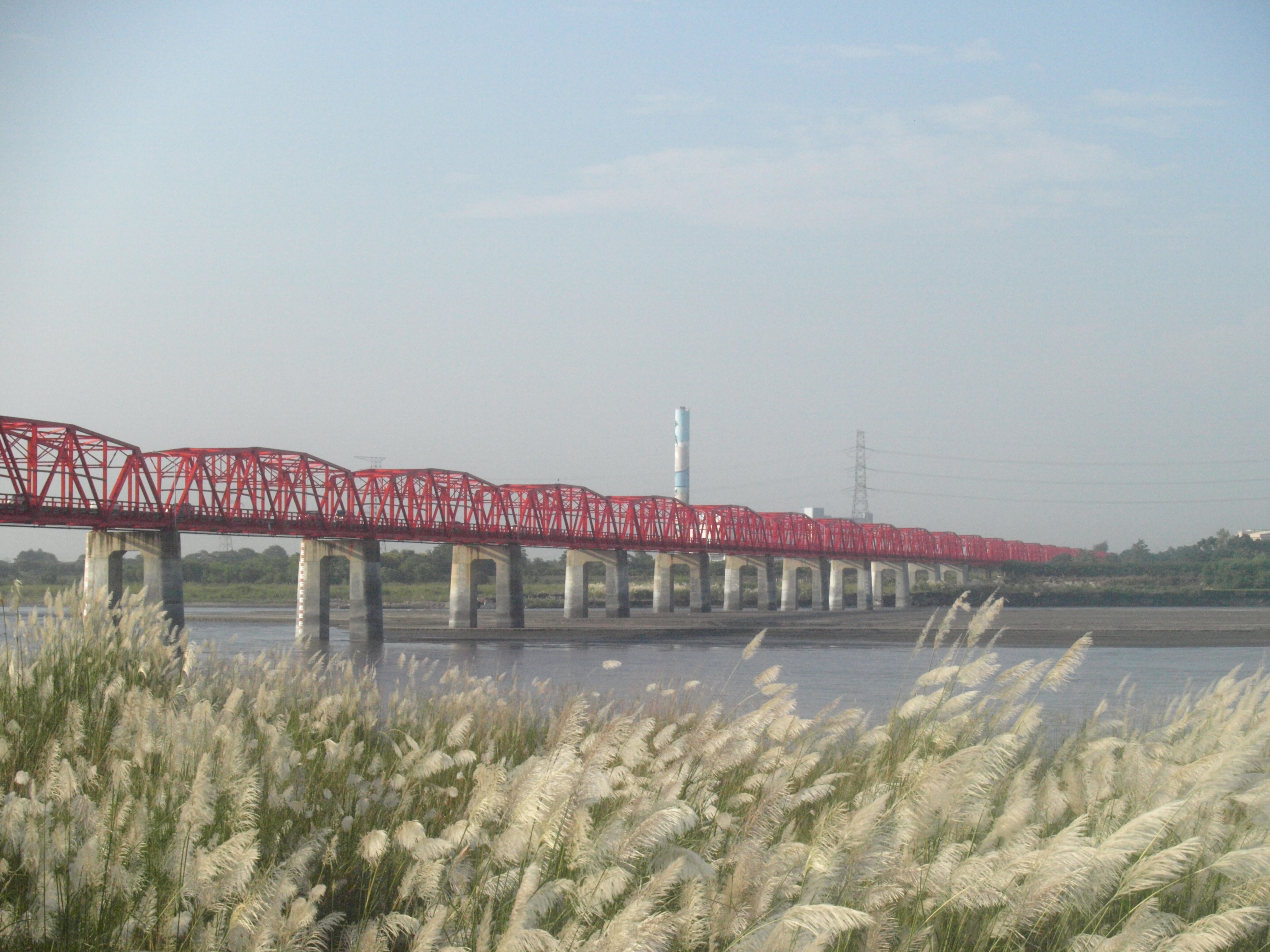
河川敷からの全景
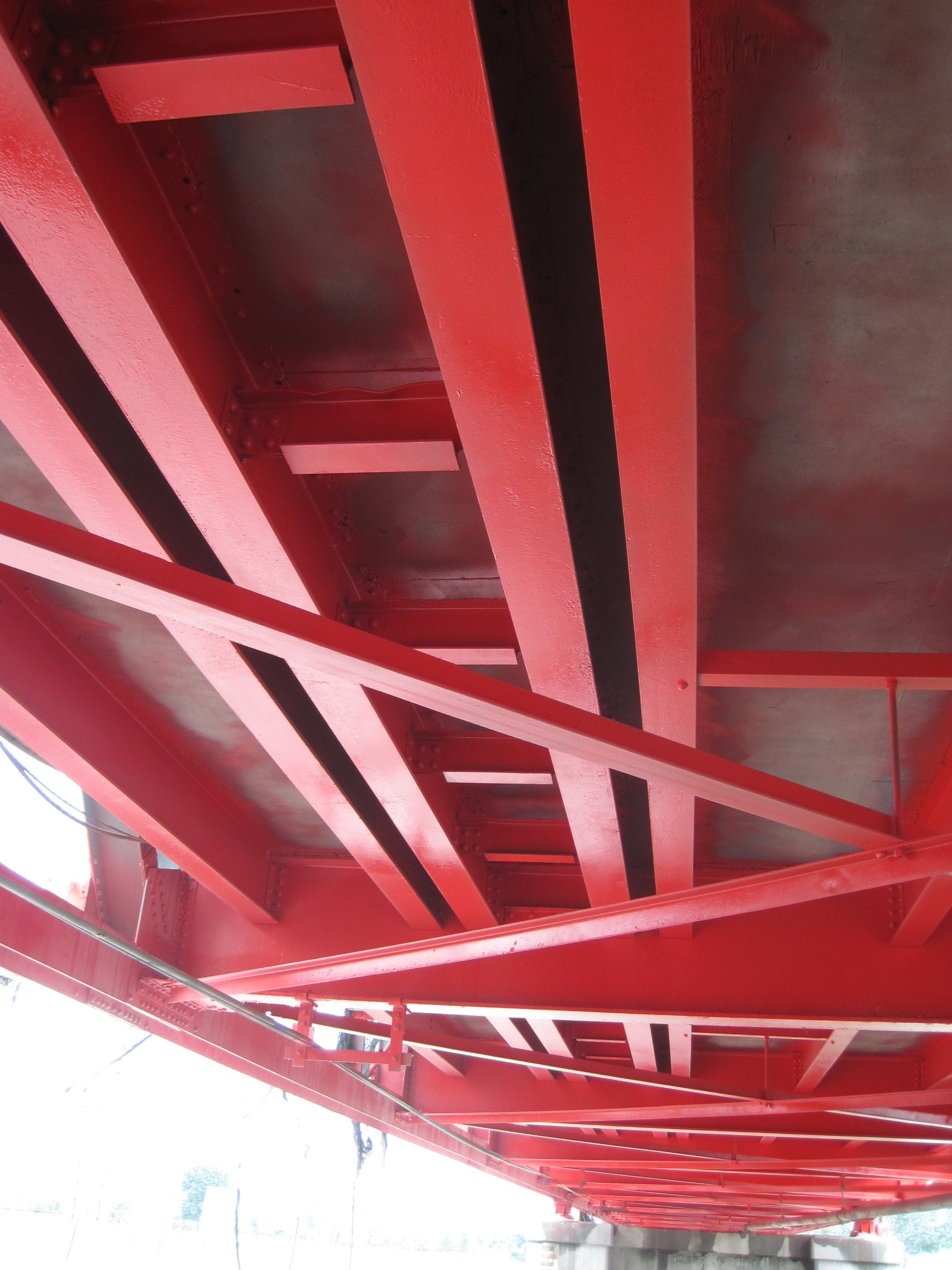
橋桁底面